# Musée du Vieil-Aix
Le musée du Vieil-Aix se trouve depuis 1932 dans l'hôtel d'Estienne-de-Saint-Jean, à Aix-en-Provence.

## Origines
Dès 1930, Marie d'Estienne-de-Saint-Jean, propriétaire de l'hôtel particulier situé au 17, rue Gaston-de-Saporta, nourrit le projet de faire de sa demeure un musée présentant l'histoire locale et régionale de la ville d'Aix, grâce à l'exposition de meubles, d'instruments, de santons et autres faïences. Avec l'aide du folkloriste Marcel Provence, le projet voit le jour dès 1932. Marie d'Estienne fait don de ses collections.

## Collections
Le musée du Vieil-Aix possède des collections originales de marionnettes de bois articulées, datant du XIXe siècle et utilisées dans le cadre de la Fête-Dieu, dont la célébration est attestée dès le XIIIe siècle à Aix. Le paravent de la Fête-Dieu, pièce d'artisan rare et belle, restitue les célébrations de l'Ancien Régime. Des costumes d'époque plongent le visiteur dans l'Aix du XVIIIe siècle. 

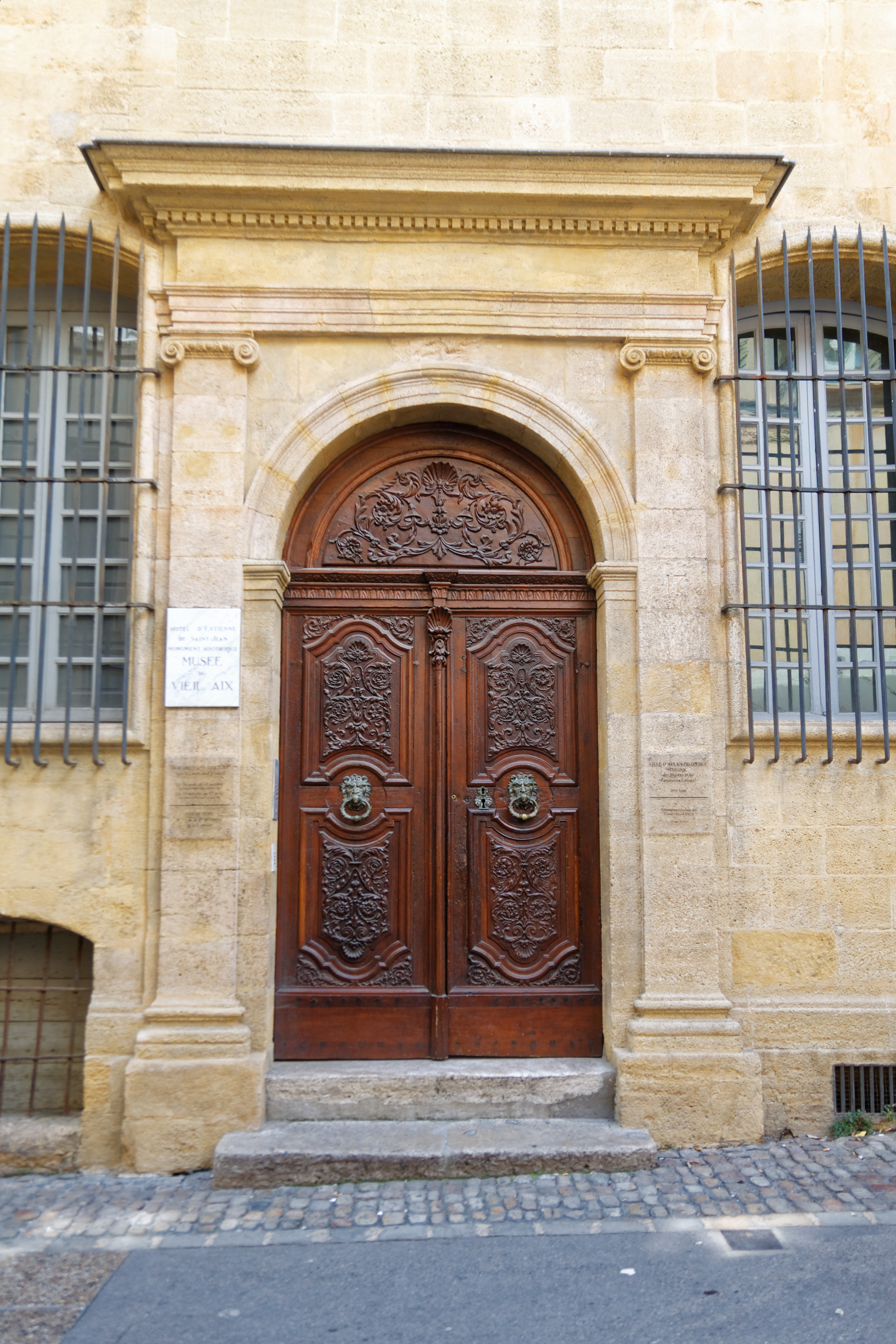
Porte de l'Hôtel d'Estienne-de-Saint-Jean.
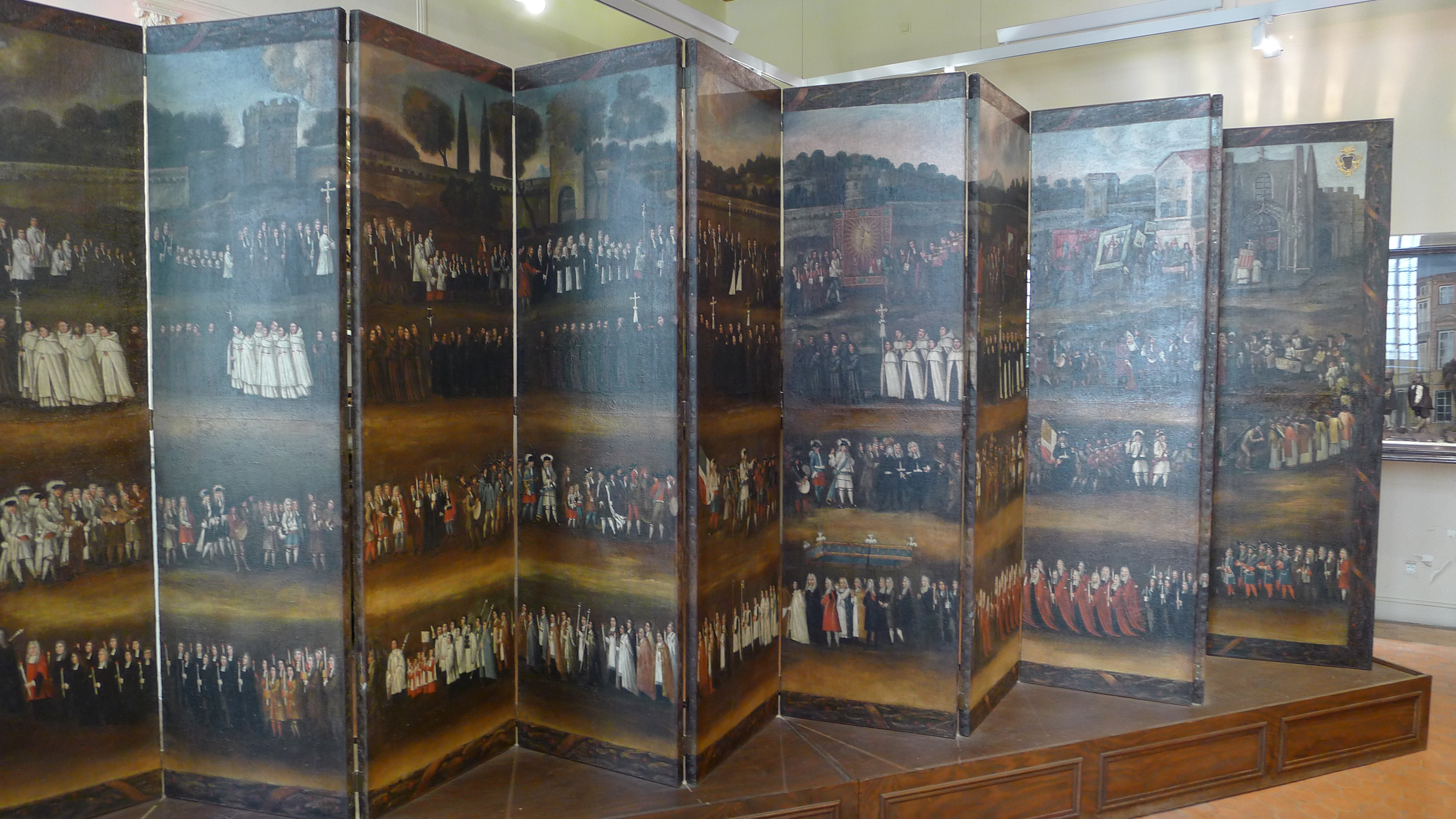
Paravent de la Fête-Dieu (XVIIIe siècle) exposé au rez-de-chaussée du musée.
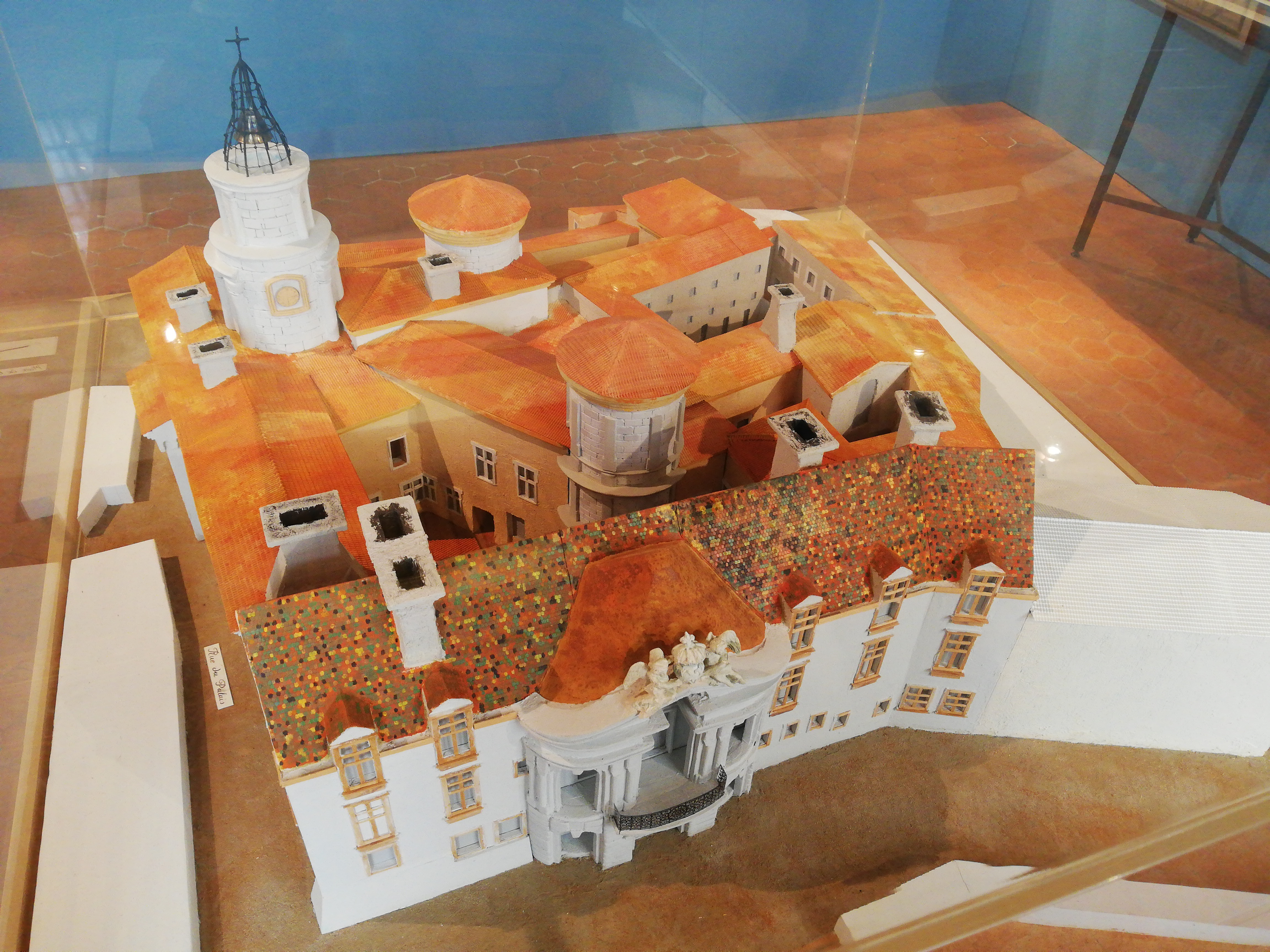
Maquette du Palais comtal d'Aix-en-Provence.
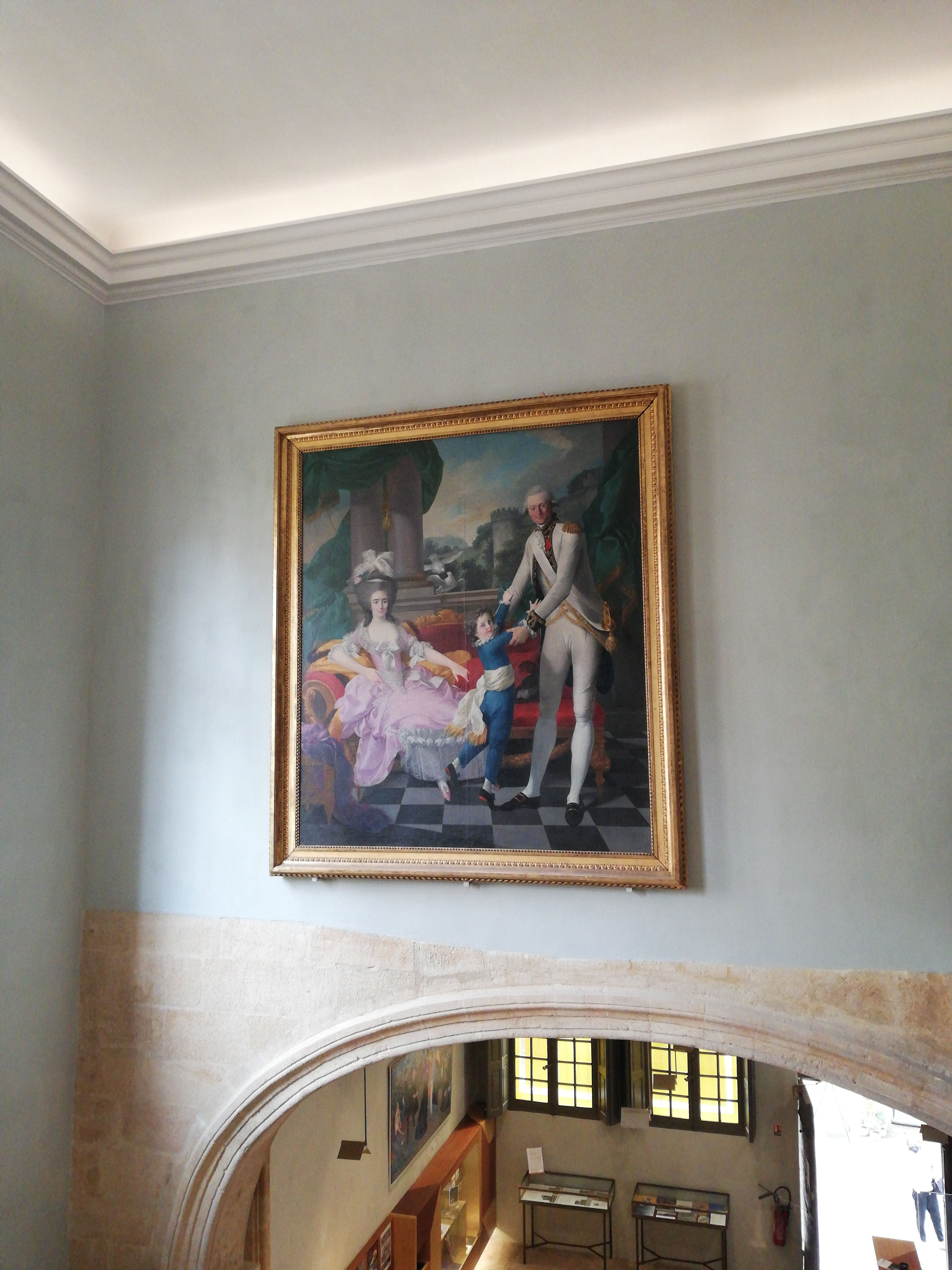
Jean-Baptiste Renaud, Portrait de la famille Barrigue de Montvallon (1781). Exposé dans la montée d'escaliers.
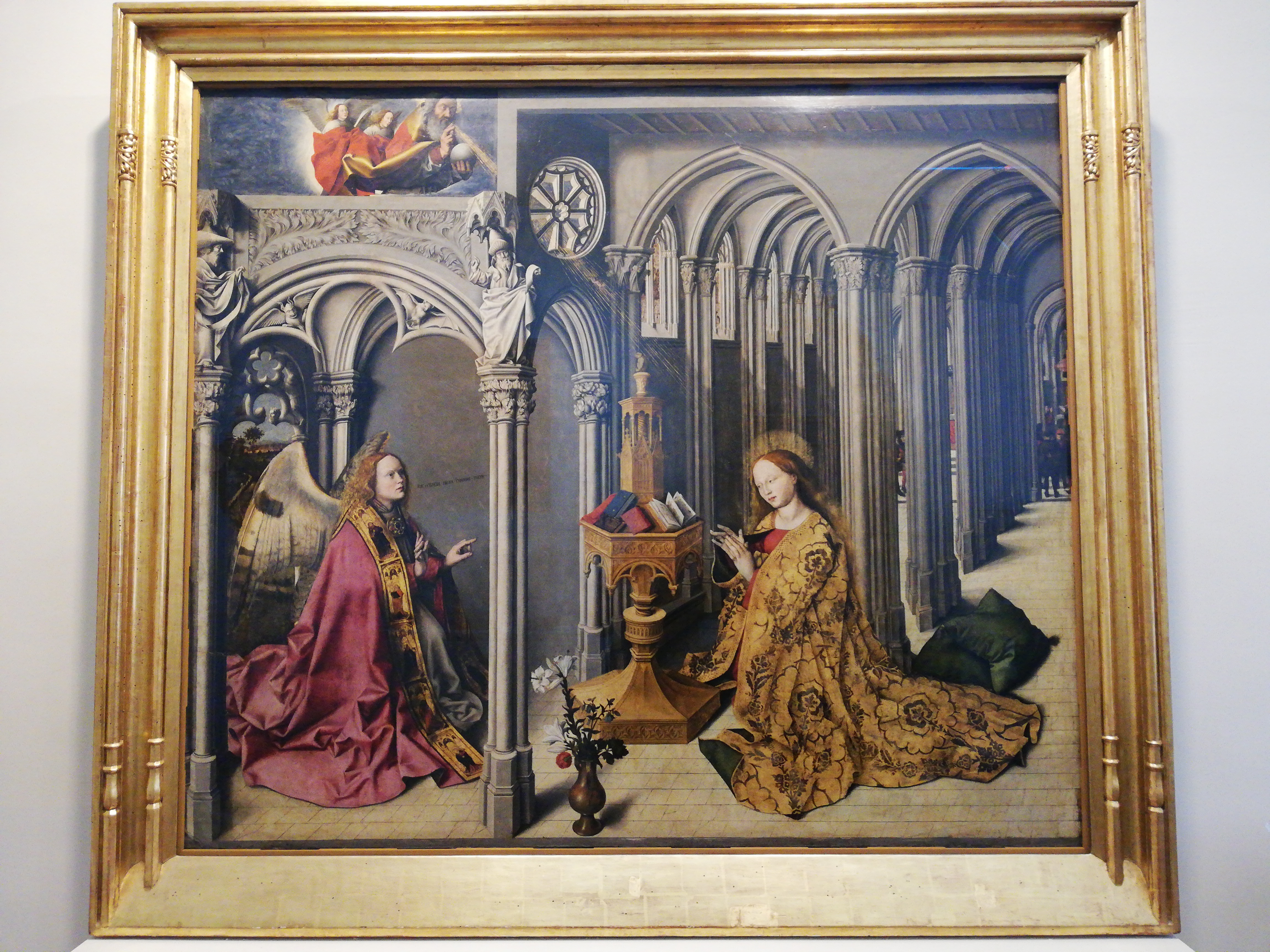
Annonciation, par Barthélémy d'Eyck (XVe siècle), une des œuvres maîtresses du musée.
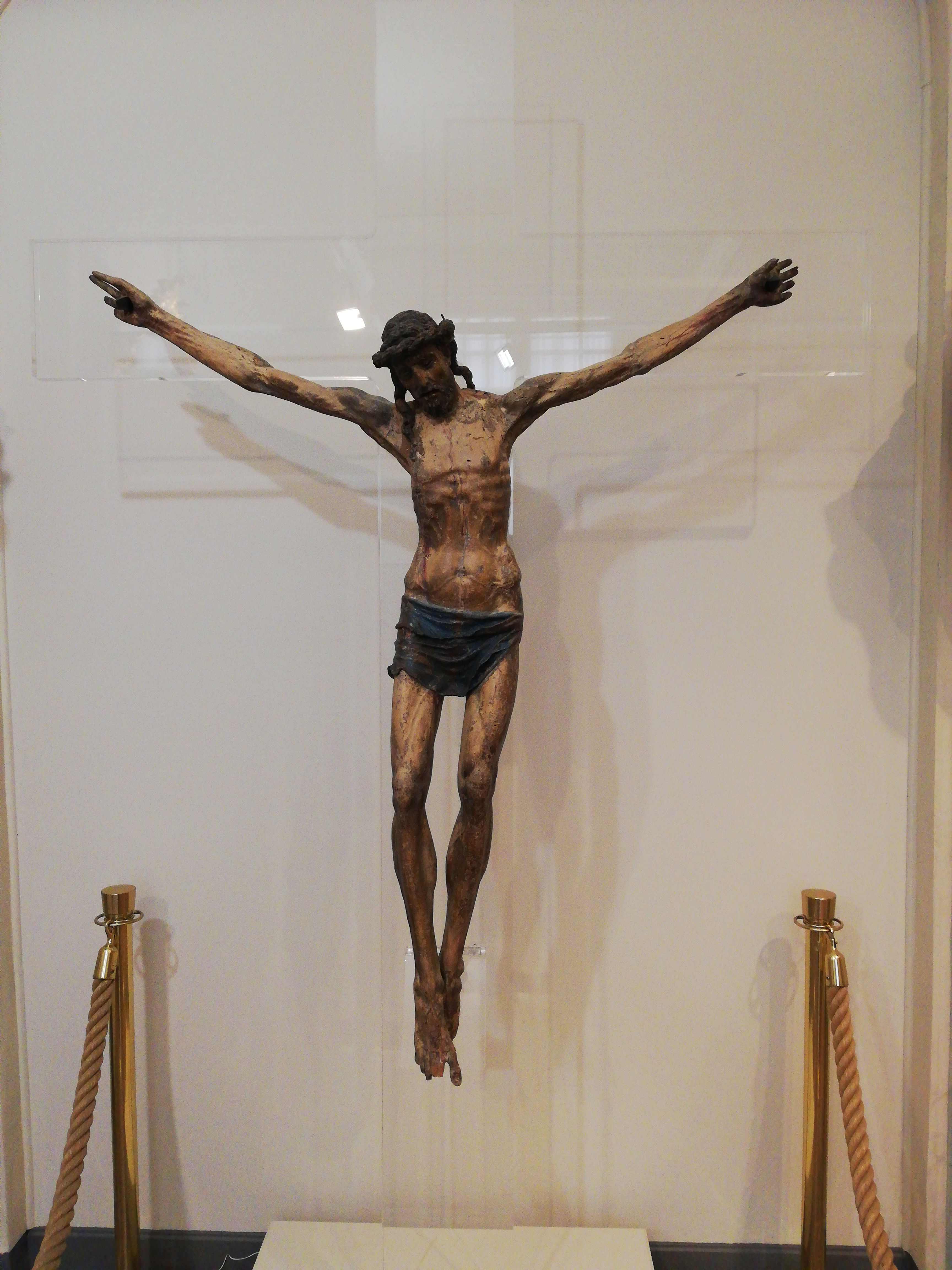
Christ en croix, fin XVIe siècle.
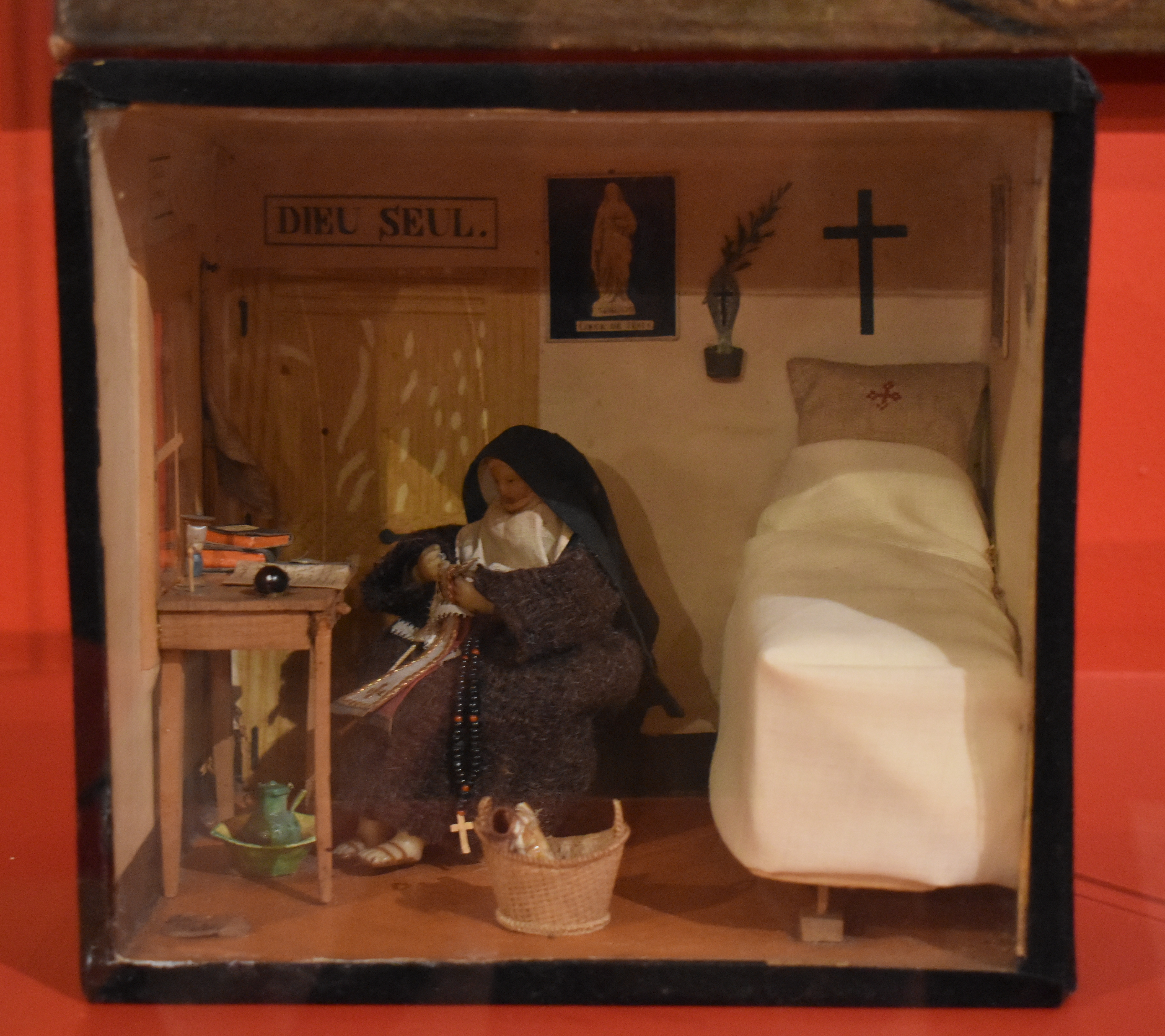
Boîte de nonne (ici, représentation d'une cellule de carmélite). Carton, bois, verre, tissus, cire. XIXe siècle.